# Santa Domenica Vittoria
Santa Domenica Vittoria là một thị xã ở tỉnh Messina, Sicilia, nam Italia.
Thị xã này có cự ly 7 km về phía bắc Randazzo ở dãy núi Nebrodi. Thị xã nằm trên độ cao 1080 m trên mực nước biển.
Dù tổng diện tích 19 km², phần đô thị chỉ rộng 2 km². Các đô thị giáp ranh: Floresta, Montalbano Elicona, Randazzo, and Roccella Valdemone.